# Kotarica
Kotarica je gorski potok, ki teče po dolini Kot v Julijskih Alpah. Izvira pod severnim ostenjem gore Rjavina (2532 m), kjer tvori dva slapova (glej: Slapova v Kotu). Potok je hudourniškega značaja in ob izteku doline ponikne. Vode se v bližini zaselka Zgornja Radovna skupaj z vodami potoka Krmarica zberejo kot izvir reke Radovne.